# Titiovo–Bodeovo pravidlo
Titiovo–Bodeovo pravidlo, zvané též Titiův–Bodeův zákon, Titiova–Bodeova řada, Bodeův zákon či Bodeova řada je vyjádření přibližných hodnot průměrné vzdálenosti (velké poloosy dráhy) planet sluneční soustavy v astronomických jednotkách (AU) posloupnosti:
{\displaystyle a_{n}=0{,}4+0{,}3\cdot 2^{n}(n=-\infty ,0,1,2...)}
Pravidelnosti v hodnotách průměrné vzdálenosti si všiml v roce 1766 německý matematik J. D. Titius a o šest let později tento zákon publikoval tehdejší ředitel berlínské hvězdárny J. E. Bode. Jak vidno z připojené tabulky, toto pravidlo platilo vcelku dobře pro tehdy známé planety, s tím, že u Saturnu byla již značně velká odchylka[zdroj⁠?!] a pro hodnotu n=3 neexistovala žádná známá planeta.
Po objevení první planetky (1) Ceres se zdálo, že byl chybějící člen řady nalezen; to však velice brzy objevy dalších podobných těles vyvrátily.
Zcela se tomuto pravidlu, které je dnes již považováno za historickou kuriozitu, vymyká planeta Neptun, zatímco Pluto, nedávno vyřazené ze seznamu planet, do Titius-Bodeovy řady zapadá.
V poslední době zažívá Titiovo-Bodeovo pravidlo renesanci, neboť dobře popisuje vzdálenosti planet u jiných planetárních systémů.